# Rivière Ristigouche
La rivière Ristigouche ou Restigouche est une rivière située au nord-ouest du Nouveau-Brunswick au Canada et coule en direction du nord-est pour se jeter dans la baie des Chaleurs.
Cette rivière est reconnue mondialement comme rivière à saumon et fait partie du patrimoine canadien. 

## Toponymie

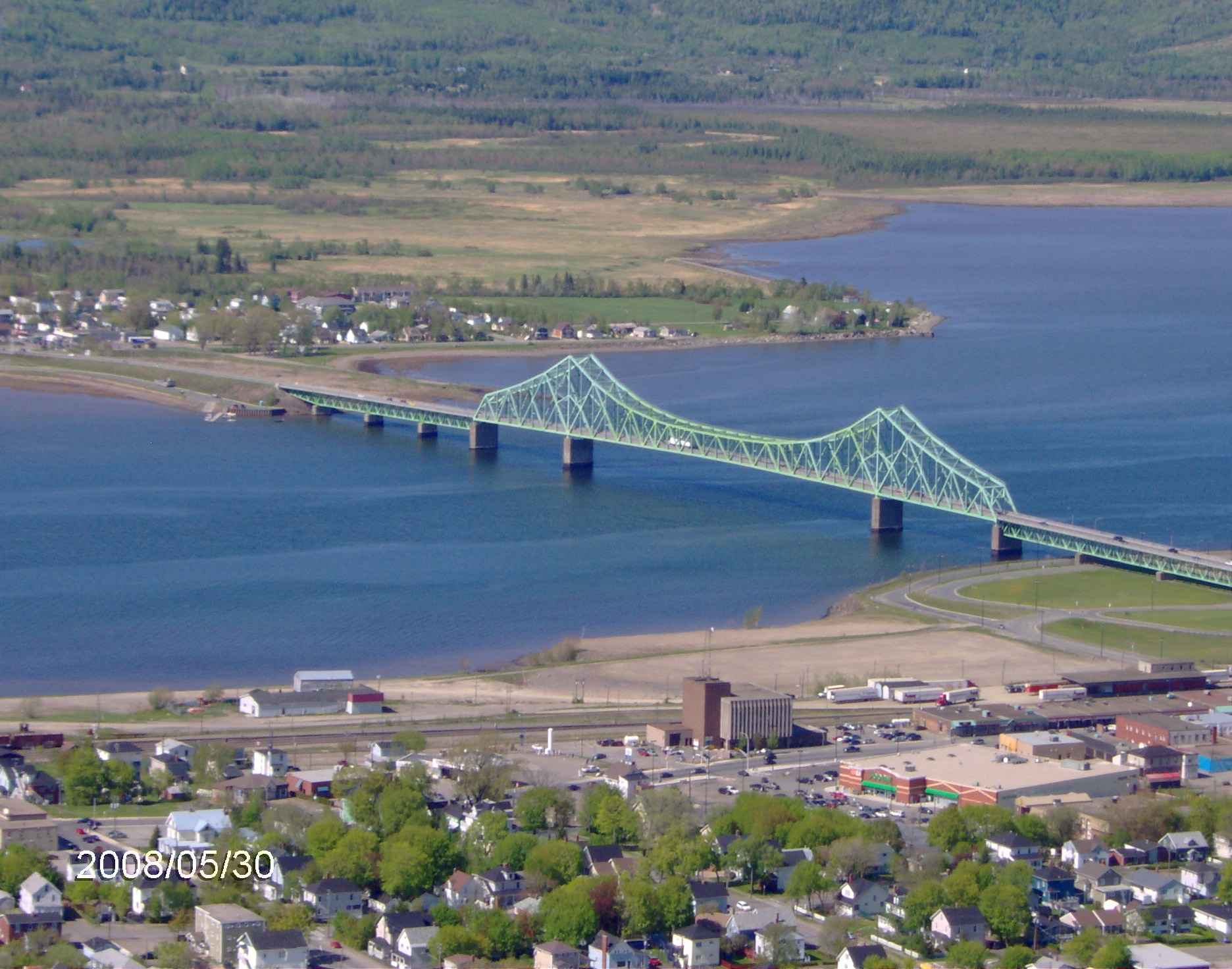
Pont sur la Restigouche à Campbellton.

Les Micmacs appelaient le fleuve Lustagooch, ce qui signifie bonne rivière. Champlain l'appela ensuite rivière Chaleu(rs).
L'orthographe officielle française est Ristigouche. L'orthographe anglaise est Restigouche. Elle est la plus utilisée au Nouveau-Brunswick. De toute manière, le toponyme est en fait un nom d'intérêt pancanadien, signifiant que les versions anglaise et française sont reconnues officiellement. Finalement, la population riveraine décrit volontiers le cours d'eau comme une rivière et non un fleuve.

## Géographie

### Cours
La rivière, d'une longueur d'environ 110 kilomètres, prend sa source dans les Appalaches, à environ 440 mètres d'altitude, à la confluence des rivières Little Main Restigouche et Kedgwick,.
L'estuaire du fleuve commence à Tide Head, dont le nom signifie par ailleurs « fin de la marée » en anglais. Après s'être rétréci en face de Campbellton, la Ristigouche s'élargit graduellement, dépassant 5 kilomètres de large par endroits. Vingt-cinq kilomètres à l'est de Tide Head, la Ristigouche se jette dans la baie des Chaleurs, entre Dalhousie et Miguasha.
La rivière Ristigouche constitue une partie de la frontière entre le Québec et le Nouveau-Brunswick à partir de la confluence avec la rivière Patapédia.
À partir de la confluence entre la Rivière Little Main Restigouche et la rivière Kedgwick (au Nouveau-Brunswick), la rivière Ristigouche coule sur environ 140 km répartis selon les segments suivants :

### Cours supérieur
En amont de la rivière Kedgwick. 
- 4,8 km vers le Nord-Est, en formant une courbe vers le Nord-Ouest, jusqu'au ruisseau Soldiers (venant de l'Est) ;
- 8,1 km vers le Nord, en formant une courbe vers l'Est, jusqu'au UpperDowns Gulch (venant du Sud-Ouest) ;
- 3,6 km vers le Nord-Est, jusqu'à Tracy Brook (venant du Nord-Ouest) ;
- 2,6 km vers le Sud-Est, jusqu'au Haffords Brook (venant du Sud) ;
- 1,5 km vers l'Est, en formant une courbe orientée vers le Sud-Est, jusqu'au Stillwater Brook (venant de l'Est) ;
- 10,8 km vers le Nord, jusqu'à la confluence de la rivière Patapédia (venant du Nord-Ouest) laquelle constitue la limite entre le Québec et le Nouveau-Brunswick ;

### Cours intermédiaire
En amont de la rivière Patapédia.
À partir de la confluence de la rivière Patapédia, la rivière Ristigouche coule sur :
- 4,5 km vers le Nord-Est, jusqu'au ruisseau de la Cabane Sauvage (venant du Nord, soit du Québec) ;
- 2,0 km vers l'Est, en formant un détour vers le Nord, jusqu'à la limite de la paroisse d'Eldon (Nouveau-Brunswick) ;
- 5,8 km vers le Nord-Est, formant une grande courbe vers le Nord, jusqu'au ruisseau Marshall (venant du Nord-Ouest, soit du Québec) ;
- 3,0 km vers l'Est, puis vers le Nord, jusqu'au ruisseau Fergunson (venant du Nord, soit du Québec) ;
- 5,2 km vers le Sud-Est, jusqu'au Ruisseau du Pin Rouge (venant du Nord, soit du Québec) ;
- 5,9 km vers le Sud-Est, jusqu'à la limite du canton de Matapédia (Québec) ;
- 1,3 km vers l'Est, jusqu'au Cheuters Brook (venant du Sud-Est, soit du (Nouveau-Brunswick) ;
- 8,3 km vers le Nord-Est, jusqu'au Ruisseau Chaine de Rochers (venant du Nord, soit du Québec) ;
- 3,8 km vers le Nord-Est, jusqu'au Ruisseau Brandy (venant du Nord, soit du Québec) ;
- 10,2 km vers le Sud-Est, jusqu'à la rivière Upsalquitch (venant du Sud, soit du Nouveau-Brunswick) ;

### Cours inférieur
À partir de la confluence de la rivière Upsalquitch, la rivière Ristigouche coule sur :
- 2,1 km vers le Nord, en formant une courbe vers l'Est, jusqu'au ruisseau Rafting Ground Brook (venant de l'Est, soit du Nouveau-Brunswick) ;
- 8,0 km vers l'Ouest, puis vers le Nord, jusqu'à la confluence de la rivière Matapédia (venant du Nord-Ouest) ;
- 1,1 km vers le Nord-Est, jusqu'au pont ferroviaire du Canadien National ;
- 0,6 km vers le Nord-Est, jusqu'au pont Matapédia passant sur Bell Island (Nouveau-Brunswick) ;
- 1,1 km vers le Nord-Est, jusqu'à la limite de la paroisse d'Eldon (Nouveau-Brunswick) ;
- 2,8 km vers le Nord-Est, à la limite Nord de la paroisse d'Addington (Nouveau-Brunswick), jusqu'au début de l'archipel de la confluence de la rivière Ristigouche (Nouveau-Brunswick) ;
- 8,6 km vers l'Est, jusqu'à la limite Est de l'archipel (Nouveau-Brunswick) ;
- 6,0 km vers l'Est, jusqu'au pont J. C. Van Horne ;
- 12,2 km vers le Nord-Est, jusqu'à la hauteur de la Pointe à la Garde (Québec) et Dalhousie Junction (Nouveau-Brunswick) ;
- 16,6 km vers le Nord-Est, en traversant la Baie d'Escuminac, jusqu'à la hauteur de la Pointe de Miguasha (Québec) et Dalhousie (Nouveau-Brunswick) (Nouveau-Brunswick).

### Hydrologie
Les affluents de la Ristigouche sont en général des grandes rivières. Les principaux sont, d'amont en aval, la rivière Gounamitz, la rivière Kedgwick, la rivière Patapédia, la rivière Upsalquitch et la rivière Matapédia.

## Histoire
La bataille de la Ristigouche s'est déroulée dans l'estuaire du fleuve en juillet 1760.
Depuis 1994, un plan raisonné a partagé zones et période de pêche entre les Amérindiens et les Blancs.
En 1998, la rivière Ristigouche a été inscrite au réseau des rivières du patrimoine canadien.

## Activités et aménagements
Le fleuve compte le port de Dalhousie, à son embouchure dans la baie des Chaleurs. Il est traversé par plusieurs ponts, dont le pont J.C. Van Horne à Campbellton.
Ses berges sont un endroit idéal pour cueillir de la fougère (têtes de violon) vers le début du mois de mai. Les paysages majestueux qu'on y retrouve attirent des milliers de touristes chaque année.[réf. nécessaire]
On peut y accéder par le village de Kedgwick, via la ville de Saint-Quentin ou via St-Jean-Baptiste et Campbellton.
Bref, la rivière Ristigouche est généralement appréciée par l'élite comme par le commun des citoyens.
Étant reconnue mondialement comme lieu de vacances[réf. nécessaire] par excellence, elle a attiré à plusieurs occasions bien des personnalités influentes des milieux politiques, économiques et culturels internationaux.
De plus, la rivière offre à qui s'y intéresse, une agréable expérience de plein air. Sa descente est pratiquée assez fréquemment pendant l'été.
Par ailleurs, la rivière est aussi utilisée pour la pêche sportive, pour l'observation de la faune et de la flore, pour l'aventure (notamment dans les rapides, même si on peut généralement les éviter) et pour des descentes de canots entre familles et amis.

## Culture
Le fleuve fait l'objet d'un poème dans le recueil de poésie La terre tressée, de Claude Le Bouthillier.